# William Sherman (journaliste)
Pour les articles homonymes, voir Sherman.
William Sherman est un journaliste américain, originaire de New York qui a remporté le prix Pulitzer en 1974, alors qu'il était journaliste du New York Daily News. Le prix lui a été décerné à la suite de son enquête approfondie sur les abus du programme du New York Medicaid (système de sécurité sociale aux États-Unis, géré par chacun des États).
En 1978, Sherman passe aux nouvelles télévisées et reçoit plus tard un Emmy en tant que correspondant de ABC News et un Peabody Award en tant que correspondant et producteur du Christian Science Monitor Reports. Il retourne à la presse écrite en 1995, d'abord au New York Post puis, en 1998, retourne au Daily News. 
Sherman écrit aussi pour nombre de magazines comme Esquire, ArtNews, Vogue, Mirabella, Allure, Penthouse et Seven Days, il est également l'auteur de 42nd Street Times Square (1980).